# Maquis de Mazinghien
Le maquis de Mazinghien est né en 1942, après le parachutage de deux émissaires de Londres. Cette unité combattante des FFI rassemblait 250 officiers, sous-officiers et hommes. Son terrain d'action s'étendait sur le sud du Cambrésis (département du Nord), le nord du Vermandois (département de l'Aisne) et la Thiérache, qui se partage entre ces deux départements.
La topographie locale (grandes plaines de culture, peu boisées) ne se prête pas à des actions de guérilla, mais permet des actions de renseignement et de sabotage, notamment sur la gare voisine de Busigny, important nœud ferroviaire du nord de la France.